# Rodrigo Barra
Rodrigo Alejandro Barra Carrasco (* 24. September 1975 in Traiguén) ist ein ehemaliger chilenischer Fußballspieler. Der Mittelfeldspieler wurde ein Mal chilenischer Meister und nahm mit Chile an der Copa América 2001 teil, kam aber nicht zum Einsatz.

## Karriere

### Verein
Rodrigo Barra begann bei Deportes Temuco, für das er in der Jugend spielte. Auf dem Weg in den Profifußball musste er allerdings erst den Militärdienst ableisten und kam zu seinem Debüt beim Leihklub Deportes Iberia. Nach seiner Rückkehr nach Temuco konnte er beim Klub überzeugen und kam über Deportes Puerto Montt 2001 zu den Santiago Wanderers, die seine fußballerische Heimat wurden. Mit dem Klub aus Valparaíso gewann Barra die Meisterschaft 2001. Bei den Santiago Wanderers blieb er bis 2005, als er Schwierigkeiten mit den Klubverantwortlichen hatte und über die Stationen CD Cobresal und Deportivo Ñublense zu den Rangers de Talca wechselte. Mit dem Klub aus Talca kam Barra bis ins Halbfinale der Clausura 2008, wo die Rangers nur aufgrund der Auswärtstorregel am CD Palestino scheiterten. Barra wurde vom Sportmagazin El Gráfico in die Elf der Saison gewählt.
Nach den starken Leistungen Barras ging er zu den Wanderers zurück, die mittlerweile in der Primera B spielten. Noch vor seinem Debüt wurde eine Verletzung bei Barra festgestellt, die ihn zu einer dreimonatigen Pause zwangen. Danach konnte Barra beim Aufstieg in die Primera División seinen Teil mit guten Leistungen beitragen. Im Jahr 2011, nachdem sein Vertrag bei den Wanderers nicht verlängert worden war, ging Barra zu Deportes Antofagasta in die Primera B und sicherte sich mit dem Klub aus dem Norden Chiles die Zweitligameisterschaft sowie den Aufstieg in die erste Spielklasse. Barra beendete nach diesem Erfolg seine Karriere.

### Nationalmannschaft
Rodrigo Barra wurde in der Qualifikation zur Weltmeisterschaft 2002 für die chilenische Nationalmannschaft nominiert, machte aber kein Spiel. Auch bei der Copa América 2001 in Kolumbien gehörte er zum 22-köpfigen Kader der von Trainer Pedro García Barros geführten La Roja, kam dort aber auch nicht zum Einsatz. Barra gehört damit zum Kreis der Spieler, die im Kader der Nationalmannschaft standen, aber nie eingesetzt wurden.

## Erfolge
Santiago Wanderers
- Chilenischer Meister: 2001

Deportes Antofagasta
- Chilenischer Zweitligameister: 2011